# 岩石圈彎曲

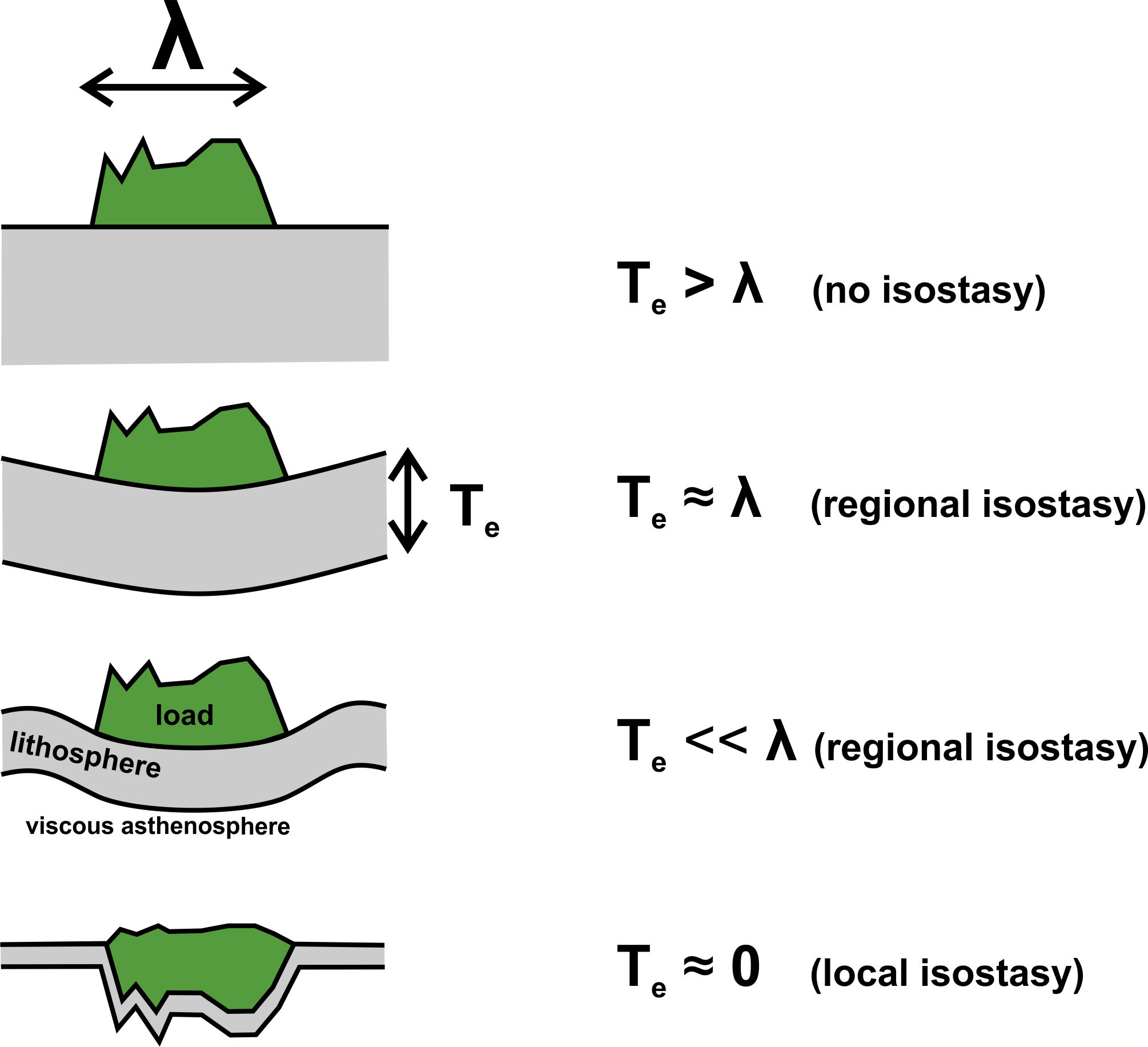
示意圖岩解説岩石圈（灰色）因受載重（綠色）在地殼均衡作用下的垂直運動)

岩石圈彎曲（英語：Lithspheric flexure；也稱為區域均衡 (regional isostasy)），又称岩石圈挠曲，是岩石圈由於受力作用向下彎曲。這些力可能來自造山帶的重量或來自大陸冰帽厚度的變化。岩石圈位於軟流圈之上，而軟流圈是一個粘性層，在地質時間尺度上，軟流圈能像流體一樣地緩慢流動。因此，當岩石圈被加載重量時，如同阿基米德原理一樣，岩石圈逐漸下降而達到地殼均衡 。 
在 19 世紀後期岩石圈彎曲假設首次被提出。這假設被用來解釋斯堪的納維亞半島的海岸線的抬升原因。由於在最後一次冰期積聚的大陸冰帽冰的融化而抬升。 G. K. Gilbert 也用岩石圈彎曲來解釋邦納維爾湖岸線的隆起，直到 1950 年代，這假設才被Vening Meinesz 重新採用。
岩石圈彎曲的幾何形狀通常使用純彈性薄板方法建模（一般使用重力異常擬合方法而不是根據直接數據）。板塊厚度的計算是根據與觀測的岩石圈彎曲最佳擬合。這計算厚度稱為岩石圈等效彈性厚度，它的計算與岩石圈的剛度或硬度有關。這些岩石圈彎曲計算一般是
按照 Euler-Bernoulli 彎曲公式或拉格朗日方程 (Love-Kirchhoff) 進行。